# Sacapulas
Sacapulas är en kommunhuvudort i Guatemala.   Den ligger i departementet Departamento del Quiché, i den centrala delen av landet, 90 km nordväst om huvudstaden Guatemala City. Sacapulas ligger 1 227 meter över havet och antalet invånare är 12 088.
Terrängen runt Sacapulas är kuperad åt nordost, men åt sydväst är den bergig. Sacapulas ligger nere i en dal som går i öst-västlig riktning. Runt Sacapulas är det ganska tätbefolkat, med 72 invånare per kvadratkilometer. Närmaste större samhälle är Nebaj, 14,7 km norr om Sacapulas. I omgivningarna runt Sacapulas växer huvudsakligen savannskog.